# Atelier Iris 2: The Azoth of Destiny
Atelier Iris 2: The Azoth of Destiny (phát hành ở Nhật Bản với tựa đề Atelier Iris: Eternal Mana 2) là trò chơi điện tử nhập vai do nhà phát triển game Nhật Bản Gust Co. Ltd. phát hành cho hệ máy PlayStation 2. Trò chơi là phần kế tiếp của Atelier Iris: Eternal Mana, nhưng lại lấy bối cảnh và sự kiện diễn ra trước Eternal Mana.

## Lối chơi
Atelier Iris 2 có sự cải thiện đáng kể về lối chơi so với phần trước đó ở nhiều khía cạnh. Trò chơi độc đáo ở chỗ người chơi có thể xoay tua giữa 2 nhân vật Felt và Viese. Phần lớn trò chơi người chơi sử dụng Felt, tập trung vào hoạt động thám hiểm và chiến đấu. Còn Viese thì thiên về hoạt động Synthesis, tức là chế tạo item, đồng thời có thể tham chiến với vai trò hỗ trợ. Việc xoay tua giữa 2 nhân vật là cần thiết để tiến triển cốt truyện, và người chơi có thể làm điểu này ở bất kỳ save point (điểm lưu trò chơi) nào. Nhân vật có thể di chuyển đến nhiều khu vực và thị trấn khác nhau trên bản đồ và nhấn vào biểu tượng của chúng để khám phá.
Cơ chế chiến đấu là đánh theo lượt với thanh Time Gauge để người chơi biết được khi nào đến lượt mình và đối thủ, chỉ số Speed sẽ quyết định thứ tự lượt. Người chơi có thể chọn tối đa 3 nhân vật cho đội hình chính và có thể thay thế họ trong trận chiến bằng thành viên dự bị. Trong trận chiến, nhân vật tham chiến có thể sử dụng Charge Attack để nạp skill point, Break Attack để trì hoãn lượt của đối thủ, sử dụng nhiều loại item khác nhau, phòng thủ hoặc bỏ chạy. Skill point được sử dụng để tung chiêu đặc biệt, mỗi nhân vật sẽ có bộ chiêu thức khác nhau. Trì hoãn lượt của đối thủ và đẩy chúng vào mốc nào đó của thanh Time Gauge sẽ khiến chúng rơi vào trạng thái 'break', tức là chúng sẽ bị choáng và người chơi có thể thực hiện chuỗi tấn công. Mỗi khi thắng trận, cả đội sẽ nhận được điểm kinh nghiệm và điểm kỹ năng để lên cấp và học chiêu mới.
Là phần định hình cho loạt trò chơi, Atelier Iris 2 có cơ chế tùy chỉnh và chế tạo item được gọi là giả kim. Item có thể được chế tạo dựa trên công thức và nguyên liệu cần thiết. Chúng được phân thành 3 mục: có thể tiêu thụ, trang bị và đồ cần thiết để tiến triển cốt truyện. Dựa trên nguyên liệu được sử dụng, item có thể mang nhiều thuộc tính khác nhau để tăng tính hiệu quả. Chỉ có Viese mới có thể thực hiện chế tạo item ở workshop, mỗi khi item tiêu thụ được tạo ra, người chơi có thể cập nhật công thức cho nó. Bằng cách đó, item cùng loại có thể nhận thuộc tính mới và ngay cả Felt cũng có thể sản xuất item, miễn là người chơi kiếm được đủ lượng mana element cần thiết từ việc thám hiểm và chiến đấu. Người chơi có thể tìm kiếm công thức mới xuyên suốt trò chơi, nhiều trong số chúng là cần thiết để tiến triển cốt truyện.
Trong đội của Felt, mọi thành viên đều có thể trang bị 2 phụ kiện và 2 item giả kim. Ngoài việc tăng chỉ số, item giả kim có thể bổ sung thêm kỹ năng mỗi khi trang bị. Khi người chơi kiếm đủ điểm kỹ năng thông qua chiến đấu, nhân vật có thể thuần thục kỹ năng đó và sử dụng nó vĩnh viễn. Người chơi không thể đổi vũ khí cho nhân vật nhưng có thể nâng cấp nó bằng hệ thống tương tự Synthesis.

## Cốt truyện
Hai nhân vật chính của trò chơi, Felt và Viese là những nhà giả kim tập sự sống trên lục địa bay Eden, nơi mà nhà giả kim và mana (tinh linh nguyên tố) sống chan hòa với nhau. Trong khi Viese là học sinh chuyên tâm học hành thì Felt lại không nghiêm túc trong việc học, cậu thích thú với việc phiêu lưu hơn và luôn mơ một ngày nào đó sẽ vượt qua được Cổng Belkhyde, nơi ngăn cách Eden với trần gian. Khi Viese được thăng cấp thành nhà giả kim chính thức, cả hai đến một khu rừng để Viese có thể lập khế ước với một mana. Tại đó xảy ra trận động đất lớn làm rung chuyển cả Eden, khiến cho phần lớn lục địa bị biến mất không một dấu vết. Sau khi trận động đất kết thúc, cả hai đến chỗ bệ đá cắm thanh kiếm huyền thoại Azure Azoth, được biết đến là biểu tượng bảo hộ của Eden, và Felt đã rút kiếm thành công. Cậu nghe được giọng của Azure Azoth và thấy bóng của người phụ nữ bí ẩn nói rằng cậu hãy đến Nhà thờ Altena ở lục địa Belkhyde (lúc này đã được mở cổng) để được hướng dẫn cách khôi phục lại Eden và ngăn chặn thảm họa khủng khiếp hơn. Trước khi đến Belkhyde, Viese đã đưa cho Felt một chiếc nhẫn.
Sau khi xuống trần gian, Felt phải cố băng qua sa mạc Tatalia trước khi gục ngã, và may mắn được Noin giải cứu. Noin giới thiệu cô là thành viên của Simsilt, một lực lượng nghĩa quân chiến đấu để giải phóng Belkhyde khỏi ách thống trị của Đế quốc Silvaresta. Felt đồng ý tham gia nghĩa quân để có thể tìm thêm thông tin về Nhà thờ, nơi có thể giúp cậu giải cứu Eden. Felt cùng Noin giải cứu Max, lãnh đạo của Simsilt, thoát khỏi nhà ngục ở Riesevelt, thủ đô của Đế quốc. Trong thời gian giúp đỡ nghĩa quân, Felt biết được rằng chiếc nhẫn mà Viese gửi cho cậu có thể dùng để liên lạc giữa 2 người và gửi đồ cho nhau. Trên đường làm nhiệm vụ mà Max giao cho, Felt bắt gặp dũng sĩ diệt rồng Gray, một long nhân đồng ý giúp đỡ cậu khôi phục Eden sau khi nghe cậu kể chuyện. Felt cũng bị một cô gái tên là Fee phục kích với mục đích là phá huỷ Azoth nhưng bất thành.
Trên đường tìm đến Nhà thờ Altena, Felt và nhóm phát hiện ra Fee bị nhiễm độc trong rừng và cứu cô bằng thuốc giải độc do Viese điều chế. Họ ngộ ra sự thật rằng có đến hai thanh Azoth. Thanh mà Felt cầm là Azure Azoth, thanh mà người bảo hộ Đế quốc Chaos cầm là Crimson Azoth, mới đúng là thanh mà Fee cần phá hủy. Fee quyết định cùng nhóm đến Nhà thờ. Khi sắp đến nơi, họ đối mặt với Chaos, anh dễ dàng áp đảo Felt và Fee và chỉ buộc phải rút lui khi Gray nhảy vào can thiệp. Tại Nhà thờ Altena, mục đích của hai thanh Azoth, Eden và Belkhyde đều được tiết lộ và nhóm phát hiện ra rằng Gardo Continental Drive là thiết bị ngăn cách Eden với Belkhyde. Nhóm cũng được biết rằng Eden duy trì ổn định là nhờ những workshop hoạt động ở một số địa điểm thuộc Belkhyde, nhưng chúng hiện đã bị ngừng hoạt động, Felt cần đi đến những chỗ đó để sửa nhằm dần dần khôi phục Eden về nguyên trạng. Trên đường đi, nhóm vô tình kết nạp thêm Poe, một tiểu tiên vô tình từ Eden rớt xuống Belkhyde. Cùng lúc đó ở Eden, Viese bắt đầu nhận nuôi Iris, một cô bé bí ẩn có thể thực hiện giả kim thuật mà không cần mana.
Sau khi Eden được khôi phục, Felt vẫn tiếp tục giúp Simsilt giải phóng Riesevelt. Max và Fee hóa ra là anh em ruột, đồng thời là người kế vị của Vương triều Slaith từng cai trị Riesevelt trước khi bị rơi vào tay Đế quốc. Trong trận chiến tại một công sự của Đế quốc, Max giao chiến với Chaos và bị Chaos hóa đá, Chaos đã trốn thoát ngay sau đó. Tại lễ đăng quang, Fee trở thành nữ hoàng của Riesevelt, Felt âm thầm rời khỏi nhóm và truy đuổi Chaos một mình. Cậu tìm thấy Chaos ở Nhà thờ Altena, cả hai giao chiến nhưng Felt bị đánh bại và hóa đá, Azure Azoth bị phá hủy. Chaos phá hủy thiết bị Gardo, với âm mưu khiến cho Eden và Belkhyde sáp nhập lại với nhau và tái sinh Lilith, cội nguồn của mana.
Vài tuần trôi qua và Viese bắt đầu lo lắng khi mất liên lạc với Felt. Cô xuống Belkhyde, và với sự giúp đỡ của Gray, Fee, Noin và Poe, họ đã hồi sinh được Felt hóa đá và đoàn tụ. Eden cuối cùng cũng trồi lên tại Belkhyde và Chaos vội vã bắt sống Iris, cô được tiết lộ là tái sinh của Lilith. Căn nguyên của toàn bộ câu chuyện có thể kể lại như sau. Ngày xưa, nhà giả kim Palaxius tạo ra Crimson Azoth để kiểm soát Lilith, với tham vọng là đạt được sức mạnh của toàn bộ tạo hóa và trở thành thánh thần. Học trò của Palaxius là Elusmus tạo ra Azure Azoth để ngăn hắn lại. Mặc dù Elusmus đã thành công trong việc ngăn cản Palaxius, nhưng linh hồn của cả hai đều lần lượt đổ vào hai thanh Azoth và được bảo tồn theo thời gian. Gardo được tạo ra để cô lập những nhà giả kim và Lilith ở Eden khỏi Belkhyde hòng ngăn Palaxius không đạt được mục đích của hắn. Chaos là hậu duệ của những nhà giả kim bị kẹt lại ở Belkhyde, anh muốn hồi sinh em gái mình đến tuyệt vọng nên đã bị Palaxius thao túng, hắn dụ anh gây ra những sự kiện trên và bắt cóc Lilith. Palaxius sau đó phản bội Chaos và chiếm đoạt cơ thể anh, khiến cho Eden và toàn bộ cư dân ở đó hóa đá. Không còn lựa chọn nào khác, nhóm gấp rút khôi phục Azure Azoth và Elusmus, thứ duy nhất có thể giúp họ cứu Iris. Sau khi hoàn thành thanh kiếm, Felt giải phép hóa đá trên toàn Eden. Khi đuổi theo Palaxius đến Đền Tạo hóa, cả nhóm đánh bại hắn và giải cứu Chaos, nhưng Elusmus đã hi sinh để tiêu diệt kẻ thù một lần và mãi mãi. Với Iris được giải cứu và thảm họa được chặn đứng, mana đã lan tỏa khắp Belkhyde, mở ra một kỷ nguyên mới, một thế giới mới.

## Nhân vật
Tương tự như phần trước, Atelier Iris 2: The Azoth of Destiny có nhiều nhân vật có thể điều khiển được. Ba nhân vật ở trong đội cùng lúc, và người chơi có thể thay thế nhân vật trong trận bất cứ lúc nào.

### Nhân vật chính
- Felt Blanchimont (フェルト・ブランシモン?): nhân vật chính của trò chơi, Felt là nhà giả kim trẻ tuổi, bạn thanh mai trúc mã của Viese.
- Viese Blanchimont (ヴィーゼ・ブランシモン?): bạn thanh mai trúc mã của Felt, cô chọn ở lại Eden để chế tạo đồ gửi cho Felt nơi phương xa.
- Noin (ノイン?): chiến binh trẻ tuổi, thành viên của Simsilt, và là đồng đội đầu tiên của Felt sau khi giải cứu cậu ở sa mạc. Cô cò mối thâm thù sâu sắc với chỉ huy Galahad của Đế quốc.
- Fee (フィー?): một cô gái mồ côi được Nhà thờ Altena cưu mang. Cô được giao nhiệm vụ phá hủy Azoth.
- Poe (ポウ?):  tiểu tiên mê gái sống ở Eden, si tình Viese (và nhiều thiếu nữ khác).
- Gray (グレイ?): cựu hiệp sĩ diệt rồng có diện mạo giống như loài rồng, từng là con người, ông nổi tiếng là chiến binh quả cảm.

### Nhân vật phụ
- Iris (イリス?): nhân vật tiêu đề của loạt trò chơi "Atelier Iris". Trong phần này cô là đứa trẻ bí ẩn được Viese nhận nuôi.
- Kreuz (クロイツ?): tổng giám mục của Đền Eden.
- Lutanus (ルテネス?): mana hệ bóng tối thông thái, cô là thủ thư của Đền Eden.
- Meila (メイラ?): cô gái tóc màu xanh lục, bạn của Felt và Viese.
- Klavia (歌姫クラウディア?): mana hệ âm thanh nhút nhát, cô hiếm khi nói chuyện với người khác.
- Yacht (ヤッケ?): chủ một cửa tiệm ở Noir, có mối liên hệ với Belkhyde.
- Melona (メローネ?): mana hệ ánh sáng mở của tiệm gần workshop của Viese và Felt.
- Coco (ココ?): mana hệ gió vụng về làm việc ở tiệm của Melona.
- Yuveria (ユーヴェリア?): người nhân tạo kêu gọi Felt đến Belkhyde.
- Mẹ Eizlen (エーゼリン?): tổng giám mục của Nhà thờ Altena.
- Chaos (ケイオス?): một trong những nhân vật phản diện của trò chơi và là người bảo hộ của Đế quốc.
- Galahad (ガラハド?): người bảo hộ của Đế quốc và là cha của Noin.
- Tolena (トレーネ?): người bảo hộ của Đế quốc, con gái của Theodore.
- Theodore (テオドール Teodōru?): Quan chấp chính của Riesevelt và là lãnh đạo của Quân Xâm lược Silvaresta.
- Max (マックス?): lãnh đạo của Lực lượng Kháng chiến Simsilt và là hoàng tử của Vương triều Slaith.
- Hagel (ハゲル?): thợ rèn và là thành viên chủ chốt của Lực lượng Kháng chiến Simsilt.
- Mitsue (ミーツェ?): thương gia nhân miêu đến từ Làng Zwital, thích Poe.
- Theresa (テレッサ?): nhà tạo mẫu của Grand City.
- The Azure Azoth (Elusmus) (深蒼のアゾット/エラスムス?): nhân vật tiêu đề của trò chơi và là vũ khí của Felt.
- The Crimson Azoth (Palaxius) (真紅のアゾット/パラケルスス?): Azoth của Belkhyde, người sử dụng là Chaos.
- Rie: em gái quá cố của Chaos.

### Mana
Tương tự như Atelier Iris, lực lượng cần thiết để thực hiện giả kim là mana và Atelier Iris 2 có số lượng mana nhiều hơn phần trước. Những mana và nguyên tố họ phụ trách bao gồm:
- Dour (木のマナ・ドゥル?): thực vật
- Zuvelk (金のマナ・ツヴェルク?): kim loại
- Uru (火のマナ・ウル?): lửa
- Aroma: hương
- Plua (闇のマナ・プルーア?): bóng tối
- Diemia (岩のマナ・ディエメア?): đá
- Nymph (水のマナ・ニンフ?): nước
- Silwest (空のマナ・シルウェスト?): khí
- Jiptus (毒のマナ・ジフトス?): độc
- Faustus (幻のマナ・ファウスタス?): ảo ảnh
- Siren (音のマナ・サイレン?): âm thanh
- Aion (命のマナ・アイオン?): sự sống
- Eital (光のマナ・エイテル?): ánh sáng
- Lilith (無のマナ／原初マナ・リリス?): Tạo hóa; tất cả mana đều là hậu duệ của bà.

## Âm nhạc
Soundtrack của trò chơi do Nakagawa Ken và Achiwa Daisuke soạn, phát hành vào ngày 18 tháng 5 năm 2005 tại Nhật Bản bởi TEAM Entertainment. Ca khúc mở đầu là "Eternal Story" do Shimotsuki Haruka trình bày, và ca khúc kết thúc là "Tachidachi no Tobira"  do Horie Mami thể hiện.

## Đón nhận
Trò chơi nhận đánh giá "trung bình" từ trang web đánh giá tổng hợp Metacritic. Ở Nhật Bản, Famitsu cho trò chơi điểm 33/40.